# Liparis dulkeiti
Liparis dulkeiti är en fiskart som beskrevs av Soldatov, 1930. Liparis dulkeiti ingår i släktet Liparis och familjen Liparidae. Inga underarter finns listade i Catalogue of Life.